# Plato Tiburtinus
Plato Tiburtinus (Plato van Tivoli) was een 12e-eeuws Italiaans wiskundige, astronoom, astroloog en vertaler die in Barcelona leefde. Hij is bekend vanwege zijn vertalingen van Hebreeuwse taal en Arabische werken in het Latijn, hoewel zijn kennis van deze talen waarschijnlijk niet zeer groot was. 
Hij was, zo wordt gezegd, de eerste die informatie over het astrolabium (een astronomisch instrument) vanuit het Arabisch vertaalde, toen hij het werk, Kitab az-Zij, in 920 geschreven door Al Battani van het Arabisch naar het Latijn vertaalde. 
Hij was actief in de periode van 1116 tot 1138, misschien ook van 1134 tot 1145. Hij werkte samen met Abraham Bar Hiyya. Beiden waren geïnteresseerd in astrologie. Hij was een tijdgenoot van Juan Hispano.